# Richard Erdoes
Richard Erdoes (Frankfurt am Main, 1912. július 7. – Santa Fe, 2008. július 16.) magyar származású grafikus, fotóművész, író.
Apja Erdős Richárd (1881–1912 operaénekes, anyja osztrák volt.

## Élete
A fiatal Richard 1931-től Berlinben a Művészeti Akadémián tanult.
1933-ban Bécsben folytatta művészeti tanulmányait, az Anschluss után Párizsba, majd Londonba emigrált.
1946-ban az Amerikai Egyesült Államokba távozott.
Fotósként dolgozott a Life, a National Geographic, a Time lapoknak.
Első nagy sikerét a sziú indiánok egyik törzsének öreg sámánjáról készült könyv aratta, melynek ő készítette a fotóit.

## Főbb munkái
- 1972 – Lame Deer: Seeker of Visions; Sánta Őz, a sziú indián sámán (1988, 2004)
- American Indian Myths and Legends
- Gift of Power
- Lakota woman
- Ohitika woman
- Saloons of the Old West
- Thunderwoman
- The Sound of Flutes and Other Indian Legends
- The Navajos
- The Sun Dance People

## Magyarul
- John Fire/Lame Deer–Richard Erdoes: Sánta Őz, a sziú indián sámán; ford. Simóné Avarosy Éva, utószó Borsányi László, fotó Richard Erdoes; Európa, Bp., 1988
- John Fire/Lame Deer–Richard Erdoes: Sánta Őz, a sziú indián sámán; ford. Simóné Avarosy Éva, előszó, utószó Borsányi László, fotó Richard Erdoes; Filosz, Bp., 2004